# Administração Militar do Luxemburgo
```
   |-
       |
Erro:
:  
valor não especificado para "
nome_comum
"

   |-
       | 
Erro:
:  
valor não especificado para "
continente
"
```

A Administração Militar do Luxemburgo foi uma administração militar alemã em Luxemburgo ocupado pelos alemães que existiu de 11 de maio de 1940 a 29 de julho de 1940, quando a administração militar foi substituída pela Área de Administração Civil do Luxemburgo.

## História
No início de 10 de maio de 1940, o diplomata alemão Von Radowitz entregou ao secretário-geral do governo luxemburguês um memorando do governo alemão, afirmando que a Alemanha não tinha intenção de alterar a integridade territorial ou a independência política do Grão-Ducado. No dia seguinte, foi criada uma administração militar para o Luxemburgo. Os interesses luxemburgueses foram representados por uma comissão governamental liderada por Albert Wehrer, composta por altos funcionários públicos e legitimada pela Câmara dos Deputados. Existia um bom relacionamento entre esta comissão e as autoridades militares, visto que o Coronel Schumacher demonstrou uma atitude liberal em relação aos problemas do país e uma vontade de os resolver em consulta com a comissão governamental. 
Em 13 de julho de 1940, a Volksdeutsche Bewegung (VdB) foi fundada na cidade de Luxemburgo sob a liderança de Damian Kratzenberg, professor de alemão no Athénée de Luxembourg.  O seu principal objetivo era empurrar a população para uma posição amiga da Alemanha por meio de propaganda, e foi esta organização que usou a frase Heim ins Reich.
Vários deputados e funcionários públicos de alto escalão eram de opinião que o Luxemburgo poderia manter uma certa autonomia sob a administração militar, como tinha ocorrido na Primeira Guerra Mundial, e foram feitas tentativas para chegar a algum tipo de acordo com a Alemanha. No entanto, as autoridades de Berlim rapidamente deixaram claro que o destino do Luxemburgo seria muito diferente desta vez. Os nazistas consideravam o povo luxemburguês apenas mais um grupo étnico germânico e o Grão-Ducado um território alemão. As autoridades militares tiveram de deixar o Luxemburgo até 31 de julho de 1940, para serem substituídas por uma administração civil liderada por Gustav Simon. 